# خوسيه إغناسيو كاستيلو
خوسيه إغناسيو كاستيلو ألفاريز الشهير باسم خوسيه إغناسيو كاستيلو (بالإسبانية: José Ignacio Castillo Álvarez)‏ لاعب كرة قدم أرجنتيني يلعب حاليا لصالح نادي الدرجة الأولى فيورنتينا الإيطالي منذ 2009 في مركز الجناح المهاجم .

## روابط خارجية
- خوسيه إغناسيو كاستيلو على موقع قاعدة بيانات كرة القدم.إي يو (الإنجليزية)
- خوسيه إغناسيو كاستيلو على موقع Soccerway.com (الإنجليزية)
- خوسيه إغناسيو كاستيلو على موقع عالم كرة القدم.نت (الإنجليزية)